# Comptine d'un autre été : L'Après-midi
Pour les articles homonymes, voir Comptine, Été et Après-midi.
Clip vidéo
[vidéo] « Comptine d'un autre été : L'Après-midi - Yann Tiersen », sur YouTube
Comptine d'un autre été : L'Après-midi est une composition de musique classique-musique de film pour piano solo, de l'auteur-compositeur-interprète Yann Tiersen,. Musique du film Le Fabuleux Destin d'Amélie Poulain, de Jean-Pierre Jeunet en 2001, elle fait partie de la bande originale, notamment lauréate d'un César en 2002 et vendue à plus d'un million d'exemplaires dans le monde.

## Histoire
Lui, c'est Yann Tiersen, ce qu'il aime dans la vie, c'est composer et jouer de la musique avec ses pianos, violons, guitares, et accordéons. Amélie Poulain va changer sa vie. Il compose, et joue cette oeuvre pour elle, sous forme de comptine-chanson enfantine à la fois nostalgique, mélancolique, et joyeuse, en souvenir d'un après-midi d'un été passé...
Avec plus de 32 millions d'entrées, l'important succès international du film et de sa bande son rendent Yann Tiersen et cette composition célèbres dans le monde entier.

## Cinéma
- 2001 : Le Fabuleux Destin d'Amélie Poulain, de Jean-Pierre Jeunet.
- 2003 : Good Bye, Lenin!, de Wolfgang Becker.

## Distinction
- 2001 : World Soundtrack Awards meilleure bande originale de l'année (album).
- 2002 : César de la meilleure musique originale (album).
- 2002 : Victoires de la musique : Victoire de l'album de musique originale de cinéma ou de télévision (album).